# Age of Silence
Age of Silence is een Noorse progressive metal-band. De band is in 2004 opgericht door toetsenist Andy Winter. Al snel nadat de band zich gevormd had brachten ze bij The End Records hun debuutalbum Acceleration uit. Vervolgens gingen ze op tour en een jaar later bracht ze bij dezelfde platenmaatschappij hun 2e, en voorlopig laatste, album uit. Dit was een ep, getiteld Trilogy Of Intricacy.

## Leden
- Lars Nedland - vocalist
- Extant (Joacim Solheim) - gitarist
- Kobbergaard (Helge K. Haugen) - gitarist
- Eikind (Lars Eric Si) - bassist
- Andy Winter - toetsenist
- Hellhammer (Jan Axel Blomberg) - drummer

## Discografie
- 2004 - Acceleration (The End Records)
- 2005 - Complication - Trilogy Of Intricacy (The End Records)